# Liga Leumit 1956-1957
La Liga Leumit 1956-1957 è stata la 17ª edizione della massima serie del campionato israeliano di calcio.
Presero parte al torneo 10 squadre, dopo la riduzione, decisa nella stagione precedente.
Venne confermata la formula del girone all'italiana con partite di andata e ritorno. Per ogni vittoria si assegnavano due punti e per il pareggio un punto.
Poiché l'IFA decise, per il campionato 1957-1958, di riportare il numero delle squadre partecipanti alla Liga Leumit a 12, non furono previste retrocessioni in Liga Alef, mentre da quest'ultima furono promosse due squadre.
Il titolo nazionale fu vinto dall'Hapoel Tel Aviv, alla sua quarta vittoria, la prima dopo l'indipendenza del Paese.
Capocannoniere del torneo fu Avraham Ginzburg, dell'Hapoel Haifa, con 16 goal.

## Squadre partecipanti
| Club                | Città       |
| ------------------- | ----------- |
| Beitar Tel Aviv     | Tel Aviv    |
| Hapoel Haifa        | Haifa       |
| Hapoel Petah Tiqwa  | Petah Tiqwa |
| Hapoel Ramat Gan    | Ramat Gan   |
| Hapoel Tel Aviv     | Tel Aviv    |
| Maccabi Giaffa      | Giaffa      |
| Maccabi Haifa       | Haifa       |
| Maccabi Netanya     | Netanya     |
| Maccabi Petah Tiqwa | Petah Tiqwa |
| Maccabi Tel Aviv    | Tel Aviv    |

## Classifica finale
|                     | Pos. | Squadra             | Pt | G  | V  | N | P  | GF | GS | DR  |
| ------------------- | ---- | ------------------- | -- | -- | -- | - | -- | -- | -- | --- |
| Campione di Israele | 1.   | Hapoel Tel Aviv     | 28 | 18 | 13 | 2 | 3  | 41 | 19 | +22 |
|                     | 2.   | Hapoel Petah Tiqwa  | 24 | 18 | 10 | 4 | 2  | 42 | 25 | +17 |
|                     | 3.   | Maccabi Tel Aviv    | 23 | 18 | 10 | 3 | 5  | 36 | 20 | +16 |
|                     | 4.   | Maccabi Petah Tiqwa | 21 | 18 | 8  | 5 | 5  | 27 | 26 | +1  |
|                     | 5.   | Maccabi Haifa       | 19 | 18 | 8  | 3 | 7  | 34 | 27 | +7  |
|                     | 6.   | Beitar Tel Aviv     | 15 | 18 | 6  | 3 | 9  | 29 | 40 | -11 |
|                     | 7.   | Maccabi Netanya     | 14 | 18 | 6  | 2 | 10 | 20 | 27 | -7  |
|                     | 8.   | Hapoel Haifa        | 14 | 18 | 7  | 0 | 11 | 22 | 38 | -16 |
|                     | 9.   | Hapoel Ramat Gan    | 12 | 18 | 4  | 2 | 12 | 23 | 32 | -9  |
|                     | 10.  | Maccabi Giaffa      | 10 | 18 | 10 | 3 | 13 | 19 | 39 | -20 |

## Verdetti
- Hapoel Tel Aviv campione di Israele 1956-1957
- Hapoel Kfar Saba e Hapoel Gerusalemme promossi in Liga Leumit 1957-1958